# Filipe Augusto
Filipe Augusto Carvalho Souza, meglio noto solo come Filipe Augusto (Itambé, 12 agosto 1993), è un calciatore brasiliano, centrocampista del Qingdao Hainiu.

## Caratteristiche tecniche
È un centrocampista con attitudini difensive, che trova la sua collocazione ideale come mediano.

## Palmarès

### Club

#### Competizioni nazionali
- Coppa del Portogallo: 2

Braga: 2015-2016
Benfica: 2016-2017
- Campionato portoghese: 1

Benfica: 2016-2017